# Margarita Cadenas

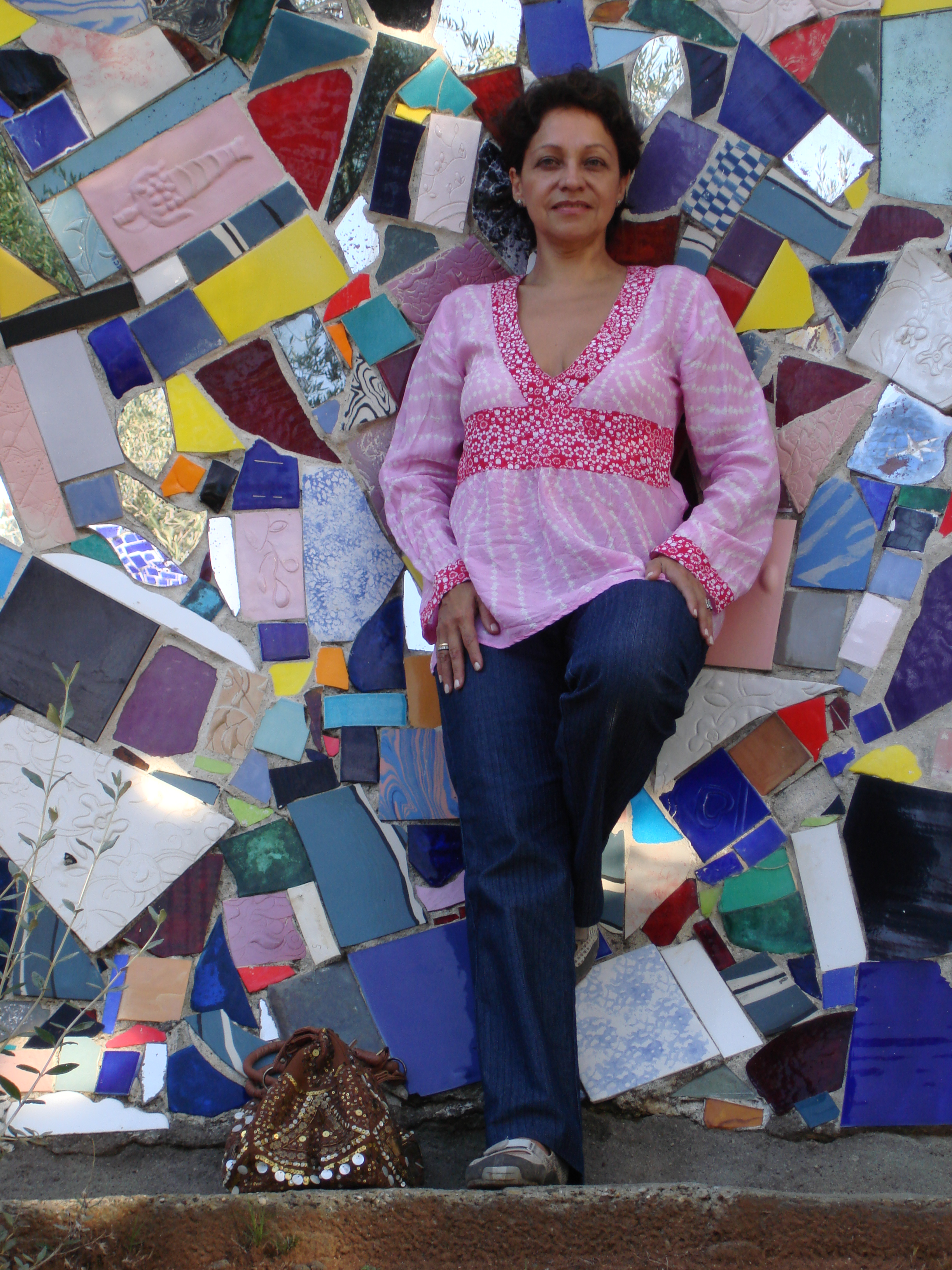
Margarita Cadenas

Margarita Cadenas (Caracas, Venezuela) es una directora, productora y guionista venezolana-francesa en París, Francia.

## Biografía
Margarita Cadenas es egresada de la Universidad Católica Andrés Bello.Prosiguió sus estudios en el British Council y luego hizo una Especialización en Dirección en la British Broadcasting Corporation (BBC) Londres, Inglaterra . Su carrera profesional la ha ejercido principalmente en Francia. 
Fue asistente de directores de largometrajes en la SPF o Sociedad Francesa de Producción (SFP). Al igual que asistió a importantes realizadores entre ellos Claude de Givray, Gabriel Axel, Philippe Monnier, Michel Boisrond y Jean- Jacques Goron.Destacó como productora de filmes publicitarios para agencias como Saatchi & Saatchi, Young & Rubicam, Grey, RSCG, Léo Burnett UK, Mc Cann, en ejecutivo para 50/49, Son et Limière y Movie Box. También trabajó como productora exclusiva para los realizadores Peter Suschitzky, Eric del Hosseraye, Costa Kekemenis, Christine Pascal, Jaime de la Peña y Roch Stefanik.Produjo y escribió para TF1 telefilms de aventura destacándose con “Barrage sur l’Orenoque”. Fue Productora Asociada en Politiki Kouzina para Village Roadshow. Produjo y realizó el documental “Au-delà des apparences” sobre el controversial antropólogo Jacques Lizot, la serie de cortometrajes “Máscaras” y fue productora, guionista y directora del documental Macondo. Después de varias expediciones al Amazonas, escribe la historia original del largometraje Cenizas Eternas, el cual también produjo y dirigió. Su gusto por el descubrimiento de los pueblos indígenas, la diversidad cultural y los entornos naturales marcan constantemente sus obras, acompañadas de una preocupación social.
Sus películas han sido nominadas y premiadas en numerosos festivales internacionales y han recibido excelentes críticas en la prensa internacional. Es una apasionada de la fotografía, publica sus fotos en revistas culturales latinoamericanas y francesas.

## Premios y reconocimientos

### Premios
- Premio al mejor cortometraje, Stafford Film Festival, Stafford, Inglaterra, 2022 por el cortometraje Dévoilement / Unveiling[5]
- Prix Du Public, Festival Documentaire L'Amérique par l'Image, Lyon, Francia 2019 por el largometraje documental Femmes du chaos vénézuélien / Women of the Venezuelan Chaos / Mujeres del caos venezolano
- Premio La Ligue des Droits de L'Homme al Mejor Documental en el Festival Internacional de Cine de Derechos Humanos de Guadalupe 2018 por el largometraje documental 'Femmes du chaos vénézuélien / Women of the Venezuelan Chaos / Mujeres del caos venezolano'
- Premio del Jurado Mención de Honor en el Festival Internacional de Cine por Los Derechos Humanos, Bogotá Colombia 2018 por el largometraje documental 'Femmes du chaos vénézuélien / Women of the Venezuelan Chaos / Mujeres del caos venezolano'
- Price Winner Best Human Rights Feature Galway Film Fleadh, Galway, Irlanda 2018 por el largometraje documental 'Femmes du chaos vénézuélien / Women of the Venezuelan Chaos / Mujeres del caos venezolano'
- Premio Premio del Público Mejor Película Lichter Filmfest Frankfurt International Frankfurt, Alemania ; 2018 por el largometraje documental 'Femmes du chaos vénézuélien / Women of the Venezuelan Chaos / Mujeres del caos venezolano
- Premio del Público Festival Dones en Art i Cinema, Valencia, España 2012 por el largometraje Cenizas eternas / Cendres éternelles / Eternal Ashes
- Premio a la mejor banda sonora en el XXVII Festival Latino American Trieste, Italia 2012 por el largometraje Cenizas eternas / Cendres éternelles / Eternal Ashes

### Nominaciones
- Nominada al Zenit de Oro en el XXXV Festival Mundial de Cine de Montreal, Canadá 2011 por el largometraje Cenizas eternas / Cendres éternelles / Eternal Ashes
- Nominación a la Mejor Ópera Prima en el Festival Documenta Caracas, Venezuela 2007 por el largometraje Cenizas eternas / Cendres éternelles / Eternal Ashes

## Obras[6]

### Barrage sur l'Orénoque (1996)
Productora y Guionista de Barrage sur l'Orinoque (Traducción:Represa en el Orinoco) fue escrita y producida por Margarita Cadenas y dirigida por Juan Luis Buñuel. Este largometraje narra la historia de una ingeniera francesa que llega a Venezuela a trabajar en la construcción de una represa sobre el río Orinoco. Ella se ve implicada en varias situaciones, muchas de ellas especialmente ligadas al medio ambiente. Durante su lucha, ella conoce a un aventurero franco-venezolano con quien vive una historia de amor.

### Au-delà des apparences (2006)
Autora, Productora y Directora de Au-delà des apparences (Traducción:Más allá de las aparencias) fue escrita y dirigida por Margarita Cadenas, producido por MC² Productions en conjunto con RCTV, Cinesens y A. Kerjean.
Partiendo de las diferentes corrientes de la antropología y de la pasión de los antropólogos por los indios yanomami, desde los años sesenta, este documental permite ir al encuentro de Jacques Lizot, desde su llegada al Amazonas venezolano, en 1968, donde vivió más de veinte años hasta su regreso a su país de origen, Francia.

### Marie et Tom (2000)
Productora por MC² Productions en conjunto con RDV Productions, TF1 y Téléfictions Canada. Esta película dirigida por Dominique Baron cuenta la historia de una mujer de estatura muy pequeña que deja Francia para ir a trabajar a Canadá y comenzar una nueva vida. Allí, encuentra a un joven rico, heredero de una gran fortuna, a cuyo lado encuentra el amor.
Fue distribuida en 2002 en Francia, Canadá, Bélgica, Suiza y África.

### Πολιτικη Κουζινα (Politiki kouzina)(2003)
Productora Asociada en este largometraje fue titulado Touch of spice (enlace roto disponible en Internet Archive; véase el historial, la primera versión y la última). en inglés, en español se tituló "El gusto de la vida". Esta ficción es una comedia nostálgica que cuenta el despertar que produce dejar el país de origen y como la cocina puede dar una lección de valor sobre la vida misma. Fue escrita y dirigida por Tassos Boulmetis y producida, Village Roadshow Productions (Compañía australiana productora de películas como: The Matrix, Analyze This, Training Day, Mystic River, Happy Feet, entre tantas otras) Smallridge y ANS International. Margarita Cadenas trabajó como productora asociada para Roadshow.
La película fue distribuida en Europa, América Latina, Estados Unidos, Canadáa, Australia y fue galardona en importantes festivales.

### Chuao, La Vallée Merveilleuse(2006)
Margarita Cadenas produce Chuao, La vallée Merveilleuse (en español: Chuao, el valle maravilloso) es un documental, dirigido por Hamilton Becerra y Gaël Jacquemin, que da a conocer la historia de la producción artesanal y ecológica del cacao en un pequeño pueblo de la costa venezolana, cuyos habitantes son descendientes directos de los esclavos africanos traídos a América por los españoles.

### Máscaras (2009)
Es una serie de cuatro cortometrajes de 75 segundos cada uno. Cada uno de los cortos da una primera impresión que invita a descubrir que hay detrás en verdad de cada historia. Margarita Cadenas fue responsable del guion, la dirección y producción de esta breve obra ficticia.

### Macondo (2009)
Documental que llama a la reflexión sobre la importancia del patrimonio cultural y la memoria histórica de un país, a través de las personalidades que transitaron y los eventos que sucedieron en el hogar pluralista y cosmopolita de la familia Otero-Castillo, en Caracas, en la década de los años 60. Escrito y dirigido por Margarita Cadenas.

### Cenizas Eternas - Eternal Ashes  (2011)
Largometraje. Escrito, Producido y Dirigido por Margarita Cadenas. Cenizas Eternas narra el viaje inolvidable en la selva amazónica, de una madre y su hija a través del espacio, el tiempo y la espiritualidad. El estreno mundial de este largometraje protagonizado por Patricia Velasquez fue en el Festival des Films du Monde en Montreal, Canadá en agosto de 2011.
- Distribuida en salas en el circuito Cines Unidos en las principales ciudades de Venezuela del 9 de diciembre de 2011 al 23 de marzo de 2012.
- Premio del Público del II Festival Dones en Art i Cinema, Valencia, España 2012.
- Premio Mejor banda sonora del XXVII Festival Latino-Americano de Trieste, Italia 2012.
- Nominada en Competición Mundial de las Mejores Opera Prima de la Selección Oficial del XXXV World Film Festival à Montréal, Canada 2011.
- Sélection Officielle au Festival Les Reflets du Cinéma Ibérique à Villeurbanne, France 2012 Nominada Mejor Película en Competición Nacional del Festival de Cine Venezolano en Mérida, Venezuela 2012.
- Presentada en el Festival Des Films du Présent, Martigny, Suiza 2012.
- Biennale d’Art Contemporain Marcigny, Francia 2012.
- Festival d’Auray (Francia) - 2012.
- Festival de la Espiritualidad – Puerto Ordaz (Venezuela) - 2012.
- 6ème Festival Cinema del Mar – Punta del Este (Uruguay) – 2013.
- Festival Your Kontinent – Richmond (Estados Unidos de América) - 2013.
- XVII Boston Ibero-American Film Festival - Boston - (Estados Unidos de América) 2013.

### Femmes du chaos vénézuélien - Mujeres del caos venezolano (2017)[7]
Cinco mujeres venezolanas, de diferentes orígenes y generaciones, reflejan la imagen de su colapsado país por la peor crisis de su historia republicana.
- Festival des Libertés Bruxelles, Belgique, 18- 27 octobre 2018
- Festival International du Film des Droits Humains de Guadeloupe, 12 au 19 Octobre 2018
- Prix de La Ligue des Droits de L’Homme Meilleur Documentaire 2018
- Human Rights Film Festival, Berlin, Germany ; September 20-2, 2018
- 5º festival Internacional de Cine por Los Derechos Humanos, Bogotá  Colombia ; August 10-16, 2018
- Honourable Mention Prize from the jury
- 13th Festival de Cinema Latino-Americano São Paulo, Brazil ; July 25 - August 1st 2018
- Assemblée nationale de la République Française - National Assembly of the French Republic, Paris, France ; July 5th, 2018
- 30th Galway Film Fleadh, Galway, Ireland ; July 10 -15, 2018
- Winner Best Human Rights Feature
- 29th New York Human Rights Watch Film Festival New York, United States ; 14- 21 de junio de 2018
- 15th Hot Docs Canadian International Documentary Film Festival
- Toronto, Canada ; April – Mai 2018
- European Parliament One World in Brussels Brussels, Belgium ; April 2018
- 11th Lichter Filmfest Frankfurt International Frankfurt, Germany ; April 2018
- Winner Audience Award Best Film
- 18th Movies That Matter Festival The Hague, Netherlands ; March 24-31, 2018
- 15th CPH:DOX Copenhagen International Documentary Festival
- Copenhagen, Denmark ; 15-23 Mars, 2018
- XVI Festival du Film et Forum International sur les Droits Humains Genève, Suisse ; March 9-18, 2018
- 21st London Human Rights Watch Film Festival London, United Kingdom ; March 7-16, 2018
- 20th One World International Human Rights Documentary Film Festival Prague, Czech Republic ; March 5 -14, 2018
- XXXVII  Festival International du Film d’Amiens France ; Novembre 2017

### "Dévoilement - Desvelendo" -” 2021
Por las calles de París se reencuentra un grupo de amigos de la infancia, después de haber pasado un tiempo sin haberse reencontrado todos juntos. Esta reunión levantará el velo de los secretos enterrados, la culpa profunda y las revelaciones abrumadoras.
Este cortometraje fue rodado en una sola toma de 20 minutos por las calles del Barrio Latino y la Isla de la Cité de París. 
- Premiado como el Mejor Corto Metraje del Stafford Film Festival en Inglaterra (2022)

### Filmografía[8]

#### Directora

##### Cortometraje
- 2021  : Inauguración - Inauguración

##### Largometrajes
- 2006  : Más allá de las apariencias
- 2009  : Macondo
- 2009: Mascaras- Mascarillas
- 2011  : Cenizas Eternas - Cenizas eternas
- 2017  : Mujeres del caos[9]

#### Cortometraje
- 2021  : Inauguración - Inauguración

#### Largometrajes
- 2006  : Más allá de las apariencias
- 2009  : Macondo
- 2009: Mascaras- Mascarillas
- 2011  : Cenizas Eternas - Cenizas eternas
- 2016  : La Familia-Dementia de Giovanna Ribes
- 2017  : Mujeres del caos

#### Televisión
- 1996  : Presa en el Orinoco de Juan Luis Buñuel
- 2000  : Marie y Tom de Dominique Baron
- 2003  : Toque de especias de Tassos Boulmetis
- 2006  : Chuao, el Valle Maravilloso